# Madrona (Lérida)
Madrona es una entidad de población del municipio de Pinell de Solsonés, en la comarca del Solsonés, en la provincia de Lérida, en España, a unos 20 km al oeste de Solsona por la C-149. En el municipio, hay otras cuatro entidades de población: Pinell, Miravé, Sallent y Sant Climenç.
El núcleo del pueblo de Madrona, al noroeste del municipio, se encuentra en una pequeña cresta, prolongación de serrat de Madrona, a 540 m al pie de la sierra de Sant Joan, entre el barranco de Sangrá y la riera de Madrona, ambas a 500 m. Consta, de oeste a este, del castillo, el casó de la Madrona, el hostal de la Madrona, el cementerio, la iglesia de Sant Pere y la rectoría, restaurada para turismo rural con el nombre de Sant Petrus de Madrona. El resto de la población se encuentra dispersa por la zona hasta un total de 27 habitantes en 2018.
El paisaje que rodea Madrona está formado por montes cubiertos predominantemente de pino laricio, pino blanco y encina.

## Lugares de interés
- Castillo de Madrona. Actualmente en ruinas, a 550 m de altura en el núcleo de la población. Documentado en 1053.[3]
- Sant Pere de Madrona. Restos de la iglesia románica situada junto al castillo, en el núcleo de la población, sobre un roquedo.

## Senderismo
- GR-3. Sendero Central de Cataluña. Final de la etapa 43, que viene de Solsona en 26,5 km e inicio de la etapa 44 que lleva a Ponts en 27,8 km. Son dos etapas largas debido al aislamiento de la zona, que transcurren entre bosques de pinos.